# Brachyrhyphus
Brachyrhyphus – wymarły rodzaj muchówek z rodziny Protorhyphidae, obejmujący tylko jeden znany gatunek: Brachyrhyphus distortus.
Gatunek i rodzaj zostały opisane w 2007 roku przez Władimira Błagoderow i Davida Grimaldiego. Opisu dokonano na podstawie skamieniałości samicy pochodzącej z późnego karniku (trias) i znalezionej na terenie stanu Wirginia w Ameryce Północnej. 
Owad ten miał skrzydło długości 1,7 mm. Żyłka subkostalna miała około 45% długości skrzydła i kończyła się na żyłce kostalnej nieco za poziomem nasadowego rozwidlenia żyłki medialnej. Przebiegi żyłek radialnych R1 i R2+3 były nieco zbieżne. Żyłka radialna R4 była prawie prosta i miała około 25% długości trzonu R4+5. Nasadowy trzon żyłki medialnej był słabo zaznaczony, a jej druga i trzecia odnoga połączone poprzeczną żyłką intermedialną. Odległości pomiędzy zakończeniami kolejnych czterech odnóg żyłki medialnej były niemal równe. Przednia żyłka kubitalna równomiernie zakrzywiała się ku tyłowi.